# 3-甲基胞苷
3-甲基胞苷简称m3C，化学式为C
10H
15N
3O
5，是存在于tRNA和rRNA的罕见核苷。它由核糖与3-甲基胞嘧啶结合而成，是胞苷的衍生物。它的3-位被甲基取代，因此无法形成碱基对。
Geodia baretti这种海绵中含有3-甲基胞苷。3-甲基胞苷可通过胞苷经碘甲烷甲基化产生。